# 1920-1929
De jaren 1920-1929 (van de christelijke jaartelling) vormen het derde decennium in de 20e eeuw, het decennium dat ook wel de roaring twenties wordt genoemd. Het is het eerste decennium van het interbellum, de periode tussen de beide wereldoorlogen. Hieronder volgen, per werelddeel, de belangrijkste ontwikkelingen en gebeurtenissen van de jaren 1920.

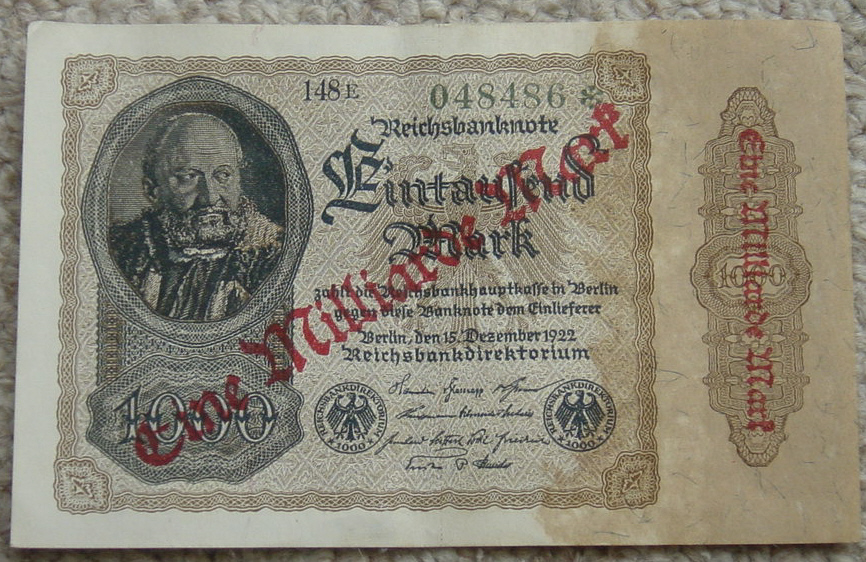
hyperinflatie

## Gebeurtenissen

### Europa
- Het verdrag van Versailles valt het overwonnen Duitsland zwaar. Het Rijnland is gedemilitariseerd, het Saarland onder Frans mandaat geplaatst. Van 1921 tot 1925 bezetten Franse en Belgische troepen het Ruhrgebied. Duitsland moet enorme herstelbetalingen doen, die in 1923 leiden tot hyperinflatie.
- Naast de afkeer van het verdrag van Versailles, wordt in het verslagen Duitsland de dolkstootlegende uitgedragen, door veteranenorganisaties als de Stahlhelm, en door extreemrechtse partijen als de Deutschnationale Volkspartei (DNVP), en de Nationalsozialistische Deutsche Arbeiterpartei (NSDAP). De in diepe crisis verkerende, en onpopulaire Weimarrepubliek wordt geconfronteerd met de dubbele, voortdurende dreiging van zowel een links-communistische als een rechts-conservatieve staatsgreep. Daarnaast verkeert de Duitse economie in een economische depressie, met een gigantische inflatie en een enorme werkloosheid.
- Binnen de Weimarrepubliek ontstaat een meer open klimaat waar meer vrijheid is voor vrouwen (zo ontstaat de Neue Frau, vergelijkbaar met de flapper) en homoseksuelen. Voor hen ontstaan homobars zoals Eldorado en Toppkeller, maar ook het Institut für Sexualwissenschaft die homoseksualiteit van een wetenschappelijke basis probeert te voorzien. Deze ontwikkelingen zullen echter door sommige conservatieven gezien worden als de oorzaak van de teloorgang van het Duitse volk en door de Nazi's bestreden worden na hun opkomst in de jaren 1930.
- Frankrijk, België en het Verenigd Koninkrijk moeten hun oorlogskredieten aflossen, en gaan daaronder net zo zwaar gebukt als Duitsland onder de herstelbetalingen. Frankrijk en het VK kunnen hun status van grote mogendheid nauwelijks handhaven. België is van een jonge, veelbelovende staat ineens een innerlijk verdeeld land geworden en zal zich nooit volledig herstellen.
- Er heerst een idealistische en optimistische geest in Europa. De meeste landen worden nu democratisch geregeerd, ook de nieuwe staten in Oost-Europa. Uitzonderingen zijn het fascistisch geregeerde Italië onder Mussolini, de militaire dictatuur in Spanje onder Primo de Rivera, en de communistisch geregeerde Sovjet-Unie onder de bolsjewieken.
- Duitsland sluit met het Westen het verdrag van Locarno en met de Sovjet-Unie het verdrag van Rapallo. De Volkenbond boekt enkele bescheiden successen.
- 1921-1922 - Hongersnood in de Sovjet-Unie.
- Lenin kondigt in 1921 de Nieuwe Economische Politiek af. De zware industrie en de buitenlandse handel blijven in staatshanden, maar boeren en ambachtslieden mogen weer, in beperkte vrijheid, ondernemen. Na de dood van Lenin breekt een machtsstrijd uit. Inzet is de vraag of de krachten moeten worden ingezet voor de ontketening van revoluties in andere landen, zoals Trotski voorstaat, of voor de uitbreiding van het communisme in één land, de lijn van Stalin. Trotski vlucht in 1929 naar Mexico en Stalin wordt de machtigste man.
- De Ierse Vrijstaat komt tot stand in een verdrag tussen het Verenigd Koninkrijk en de gematigde vleugel van Sinn Fein. Deze organisatie scheurt en drie maanden lang bestrijden de fracties elkaar in alle hevigheid. De eerste premier van de Vrijstaat Michael Collins wordt door radicalen vermoord. Zij vormen onder leiding van Eamon de Valera de oppositiepartij Fianna Fáil (Soldaten van het Lot). De zes noordelijke graafschappen van Ulster blijven buiten de Vrijstaat.
- Aan zestig jaar liberale democratie in Italië komt een einde als de journalist Benito Mussolini, de voorman van het Italiaanse fascisme, in 1922 de Mars op Rome organiseert. Hij vormt een coalitieregering en schakelt geleidelijk de oppositie en de vrije pers uit. Fascistische knokploegen beheersen het straatbeeld en intimideren elke mogelijke tegenstander van het regime. In 1924 wordt de socialist Giacomo Matteotti doodgeslagen. Met een andere tegenstander van de voormalige liberale staat, paus Pius XI, sluit Mussolini in 1929 het Verdrag van Lateranen.
- Het "fascismo di frontiera" (grensfascisme) is een op rassentheorie gebaseerde vernietiging van niet-Italiaanse kenmerken in de nieuw verworven gebiedsdelen. De inwoners van Primorska, Istrië, Dalmatië, Triëst en Zuid-Tirol zijn allen slachtoffer van het italianiseren. Al deze volkeren worden gedwongen Italiaanse namen aan te nemen en Italiaans te spreken in de kerken en in het openbaar. Italianen worden aangemoedigd zich te vestigen in gebieden waar de Italiaanse cultuur niet dominant is, om zo de Italiaanse cultuur verder op te dringen. In West-Slovenië worden intellectuelen, zoals priesters en onderwijzers, gedeporteerd naar het binnenland van Italië of op Sardinië, Ventotene, Medea en andere strafkampen gevangengezet. De niet-Italiaanse media, politieke en culturele organisaties worden verboden, het niet-Italiaanse bankwezen en bedrijfsleven wordt systematisch onteigend. De in de jaren 20 nog redelijk onbekende Adolf Hitler is een groot bewonderaar van Mussolini en neemt veel fascistisch gedachtegoed op in zijn nationaalsocialistische ideologie.
- Het fascistische bewind in Italië stuurt in 1924 Cesare Mori naar Sicilië om de cosa nostra te bestrijden. In de volgende jaren schuwt de "ijzeren rechter" geen enkel middel in zijn campagne. Familieleden van verdachten worden gegijzeld, hun bezittingen geconfisqueerd en met martelingen worden bekentenissen afgedwongen. Zo slaagt Mori erin om de Maffia er onder te krijgen, maar als hij in 1929 relaties blootlegt tussen deze bendes en de plaatselijke leiding van de Fascistische partij wordt hij direct teruggeroepen naar Rome.

Nederland

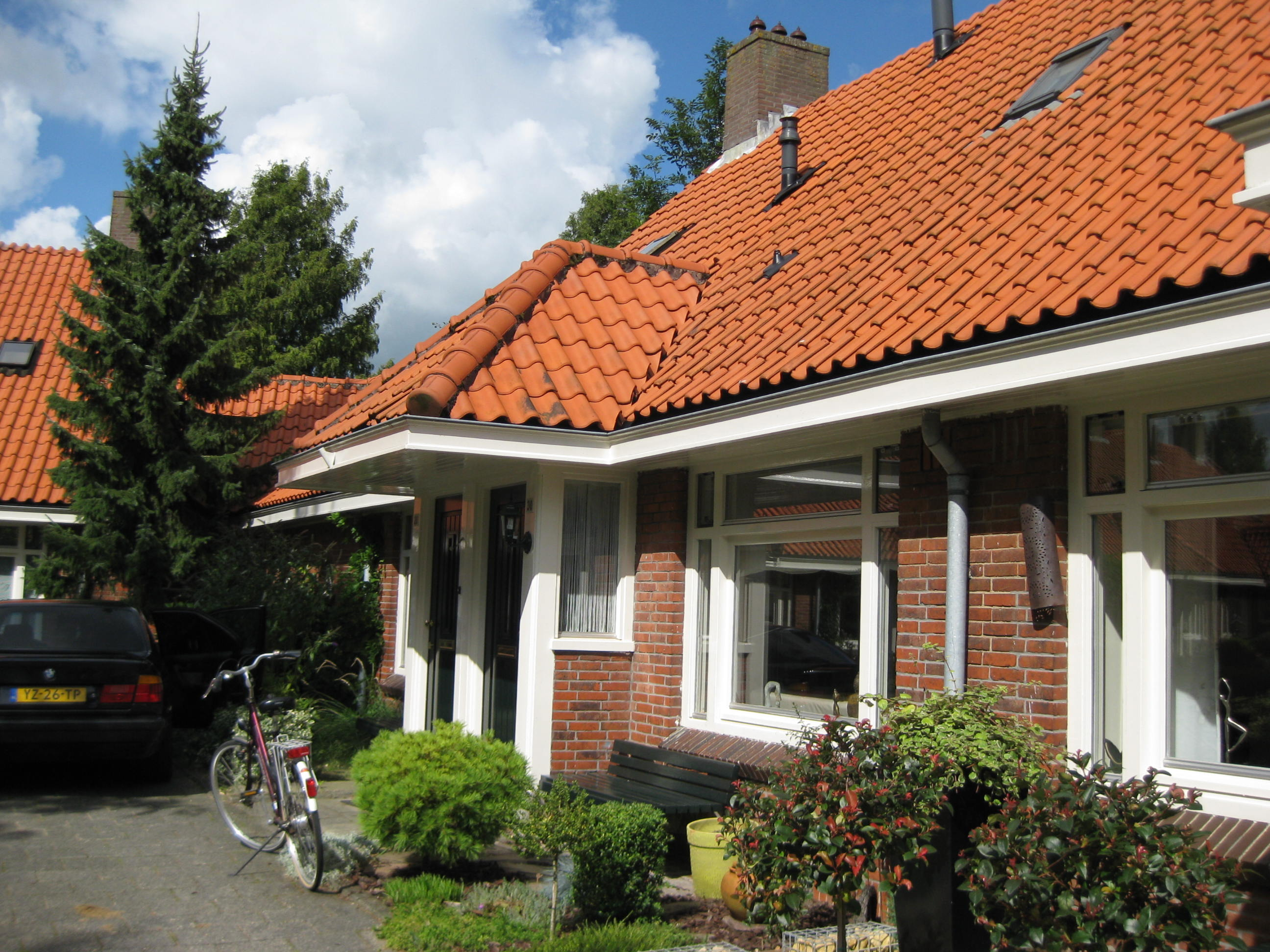
Landelijke stijl van de Amsterdamse School in Tuindorp Nieuwendam

- Er worden voor het eerst op grote schaal kwalitatief goede arbeiderswoningen gebouwd. Toparchitecten als Michel de Klerk en Karel de Bazel worden ingeschakeld door woningbouwverenigingen in Amsterdam. De indrukwekkende nieuwe bouwstijl die de Amsterdamse School wordt genoemd, wordt steeds gebruikelijker in het Nederlandse straatbeeld, maar versobert wel flink in de loop van het decennium. Dit is in Amsterdam te zien in de Stadionbuurt, Plan West, de Spaarndammerbuurt en de Transvaalbuurt. In Rotterdam heeft het nieuwe bouwen de overhand. Uitgangspunt is dat de keuken klein moet zijn, opdat zij niet het dagverblijf zal zijn van de huisvrouw.
- Aan de stadsranden verrijzen tuindorpen. Gezinswoningen in een groene omgeving, met educatieve voorzieningen als bibliotheek en buurthuis, en zonder dranklokalen. Voorbeelden zijn Agnetadorp in Delft, Betondorp in Amsterdam, Knutteldorp in Deventer en de tuinwijken in Brussel.
- Begin van de Zuiderzeewerken. In 1924 is de Amsteldiepdijk klaar, en is Wieringen een schiereiland geworden. Vanaf 1927 werken 5000 mannen aan de Afsluitdijk. Ook wordt begonnen met de proefpolder Andijk. De gedupeerde visserij wordt met een steunwet enigszins geholpen.
- De Amerikaanse windmotor wordt in Holland en Friesland op grote schaal ingezet om kleine polders te bemalen.
- De steenkoolproductie in de mijn van Waterschei start in 1924. De heidegronden zijn ideaal om een volledige site rond de mijn te ontwikkelen. De aanleg van de cités of tuinwijken start in 1925. Ze worden gebouwd in de typische Engelse cottagestijl.
- Onder leiding van prof. Kohnstamm onderzoekt een onderwijscommissie van de Maatschappij tot Nut van 't Algemeen in 1924 het daltononderwijs in Engeland. De onderzoekers raken enthousiast over de brede persoonsontwikkeling die de onderzochte scholen voorstaan en de flexibele wijze waarop het onderwijs er georganiseerd wordt. Ze zien hierin een kans om het volksonderwijs in Nederland inhoudelijk en organisatorisch te vernieuwen. Nog in hetzelfde jaar leidt het onderzoeksverslag tot de opzet van de eerste daltonexperimenten in Nederland.
- In 1921 wordt de barnevelder getoond op het eerste Wereld Pluimvee Congres te Den Haag en sindsdien wordt er zowel op productiviteit als op uiterlijk geselecteerd. Zo wordt Barneveld het centrum van de pluimveehouderij in Nederland.

Economie
- Nederland maakt gebruik van de mogelijkheden die het Spitsbergenverdrag biedt. De Nederlandse Spitsbergen Compagnie, kortweg Nespico, weet binnen enkele jaren in het barre niemandsland een voor deze tijd hypermoderne mijnonderneming uit de grond te stampen.
- Begin van de emaille-industrie in Nederland. Gascomforts,  pannen en schalen worden geproduceerd bij metaalbedrijven als BK, DRU en Daalderop. Maar ook straatnaambordjes, huisnummers en naambordjes worden voortaan geëmailleerd.
- De eerste ruilverkaveling van landbouwgrond vindt plaats op Ameland.

België
Periode van heropbouw. In 1920 was het niveau van de industriële productie nog 80% van het vooroorlogse peil. 

De eerste vrouwelijke studenten worden begin jaren 20 toegelaten aan de universiteit in Leuven. Ook wordt in Vlaanderen de vernederlandsing van het onderwijs ingezet. In 1930 wordt aan de Universiteit in Gent Nederlands de officiële taal. 
- Architectuur:

Victor Horta (Paleis voor Schone Kunsten, Brussel -  Erepaviljoen van België voor de Exposition des Arts décoratifs et industriels modernes in Parijs van 1925 -  Museum voor Schone Kunsten (Doornik)

Victor Bourgeois (Cité Moderne in Sint-Agatha-Berchem).

Huib Hoste (Tuinwijk Klein Rusland, Zelzate).

Antoine Pompe (Tuinwijk Hautrage-Nord - Woonwijk Nieuw-Rodelaan, Sint-Genesius-Rode)

Henry Van de Velde ("La Nouvelle Maison", Van de Veldes eigen woning in Tervuren). De bouw van zijn bekendste werk, De Boekentoren in Gent werd gestart in 1936. 
- Kunst:

Floris Jespers - Adam en Eva (1924), Het schaakspel (1926), Bonjour Ostende (1927), Salut, Messieurs! (1927)

Oscar Jespers, beeldhouwer en broer van Floris, invloeden van het kubisme en Constantin Brancusi.

Paul Joostens, eigenzinnig impressionist en buitenbeentje.

Victor Servranckx, maakte in de jaren twintig een evolutie door en maakte een overgang van het figuratieve naar abstracte werken, via het Italiaans futurisme (onder invloed van Filippo Marinetti, oprichter van het Italiaans futurisme) en het Franse purisme. 

Constant Permeke, werkte tijdens het interbellum vanuit zijn huis op de Oostendse Vuurtorenwijk en had exposities in Antwerpen en Parijs. 
- Literatuur:

Paul van Ostaijen, belangrijkste vertegenwoordiger van het expressionisme in Vlaanderen, werkte na de Eerste Wereldoorlog in Berlijn en onderging er invloeden van Thomas Mann, Stefan Zweig en Herwarth Walden en kwam er in contact met het dadaïsme. Keerde in 1921 terug naar België en moest zijn legerdienst vervullen. 

Gerard Walschap, schreef zijn eerste roman Waldo in 1928.

Willem Elsschot, werd een van de belangrijkste vertegenwoordigers van de Vlaamse moderne literatuur en schreef Lijmen in 1924.

Marnix Gijsens belangrijkste gedicht is "Loflitanie van de H. Franciscus van Assisië" (1920). 
- Politiek:

In 1919 werd het enkelvoudig algemeen kiesrecht ingevoerd, dat tot 1948 alleen voor mannen zou gelden.

De sociale wetgeving valt stil door de economische crisis en er is een grote inflatie. In 1925 winnen de socialisten de verkiezingen en komt er een coalitie met katholieken en socialisten (kabinet-Jaspar).  Er volgt een devaluatie van de frank en deze muntontwaarding gaf de handel en de industrie sterke impulsen. Aan deze economische opgang kwam al snel een einde na de wereldcrisis in de jaren dertig.

## Amerika

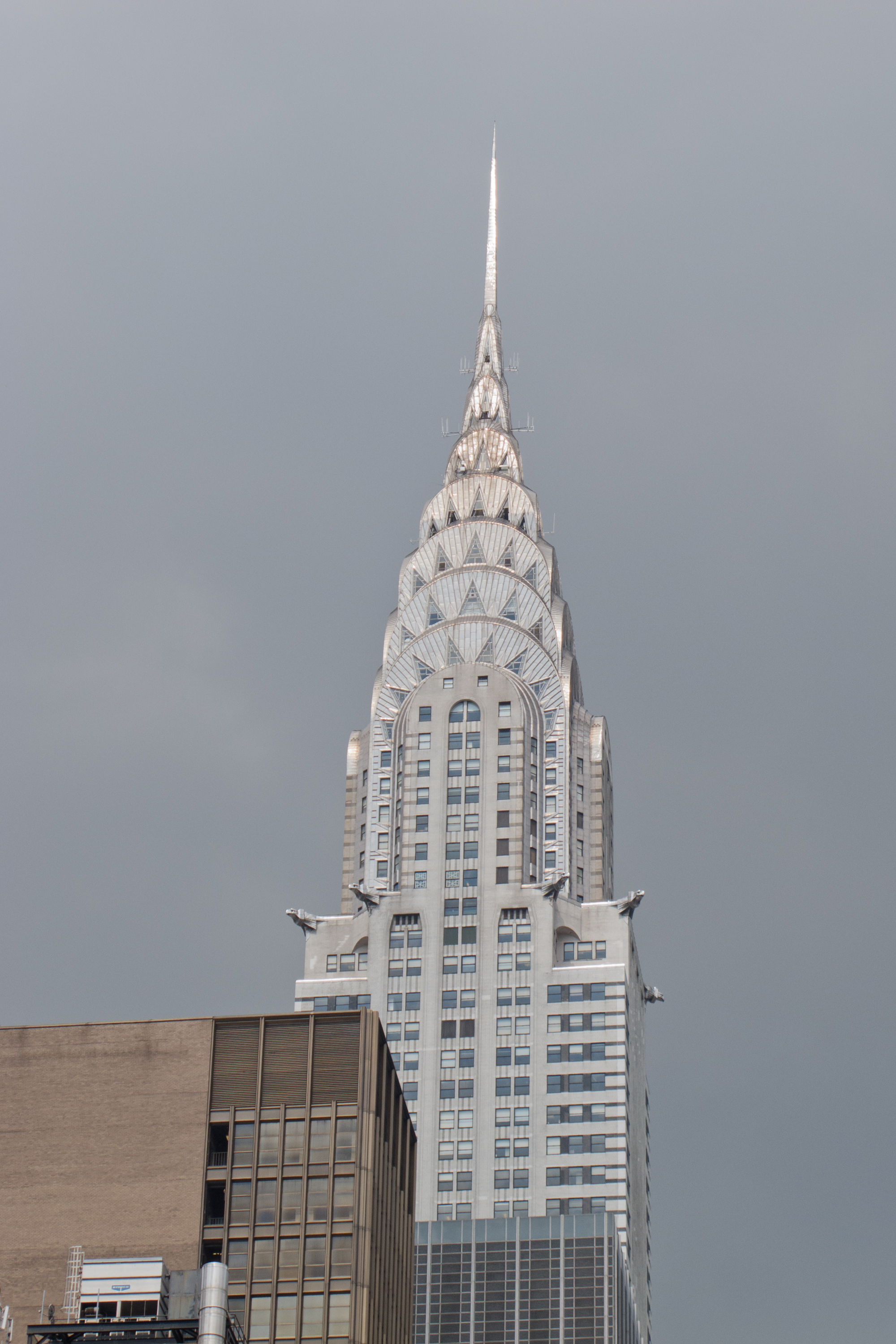
Climax van de nieuwe architectuurstijl: het Chrysler Building in New York wordt gebouwd als de Europese golf van art deco de VS bereikt

- De Verenigde Staten zijn na hun deelname aan de oorlog een wereldmacht geworden. Daar heerst toenemend optimisme en economische groei. Het gebruik van de auto neemt hand over hand toe en men neemt afstand van veel van de sociale conventies die door de Eerste Wereldoorlog op de helling waren komen te staan.
- Vanaf januari 1920 is de verkoop van alcohol in de Verenigde Staten illegaal. Zo poogt men verwildering van het land na de Eerste Wereldoorlog en de demobilisatie van honderdduizenden soldaten te voorkomen. De drooglegging heeft het tegenovergestelde effect. De handel in sterkedrank komt in handen van de Cosa Nostra en andere genootschappen, en het "Wilde Westen" verplaatst zich naar de grote steden aan de oostkust. Aan het eind van het decennium staat de mislukking van de campagne vast.
- De aanhang van de Ku Klux Klan bereikt met vier miljoen leden een piek.
- In de VS leidt het optimisme over de economie tot beursspeculatie op grote schaal. Eenvoudige mensen laten zich verleiden om met geleend geld te speculeren. De zeepbel barst op 24 oktober 1929 als de beurs van Wall Street in elkaar stort.
- De Chrysler Building in New York is een voorbeeld van Amerikaanse art deco. Het is even het hoogste gebouw ter wereld. De spits en een aantal ornamenten zijn gemaakt van een nieuw materiaal dat in 1921 op de markt kwam: roestvrij staal.
- Onder de Sonoraanse Dynastie wordt de Mexicaanse Revolutie definitief gekalmeerd, en wordt de basis gelegd voor de Institutionele Revolutie.
- Op uitnodiging van de Mexicaanse regering migreren 25.000 Canadese mennonieten naar Mexico.
- Miriam Amanda Wallace (Ma) Ferguson is van 1925 tot 1927 de eerste vrouwelijke gouverneur van Texas.
- In de jaren 1920 ontstond de flapper, een jonge vrouw met kortere rokken, bob of Eton kapsel die veelal de Charleston danste op jazzmuziek. Schrijver Harold Jähner omschrijft haar verschijnen wel als 'politiek met een kappersschaar', wat wijst op niet alleen de grotere sociale, maar ook politieke en economische invloed die vrouwen in deze periode kregen.[1]

Militair
De Japanse Mutsu en de Nagato zijn de eerste oorlogsschepen met 406mm-kanonnen; ze zijn in de periode 1920-1930 de krachtigste oorlogsschepen ter wereld.
Innovatie
De meeste nieuwe producten komen in dit decennium uit de Verenigde Staten; dit gaat van groot (windtunnel en bulldozer) tot klein (centrifuge, elektrisch broodrooster en elektrisch gehoorapparaat). Ook vindt daar de paperclip in 1927 zijn huidige vorm: de "gem".
- De techniek van het optische audiospoor maakt het mogelijk om vooraf opgenomen muziek gesynchroniseerd bij de film te laten klinken.

## Azië
- De Republiek China valt uiteen in semiautonome gebieden waar krijgsheren de dienst uitmaken. In de zuidelijke regio's heerst een min of meer beschaafde regering onder dr. Sun Yat-Sen. Na zijn dood in 1925 komt generaal Chiang Kai-shek aan de macht, die ook de noordelijke gebieden onderwerpt. Vanaf 1927 raakt de regering van de Kwomintang in oorlog met de communisten.
- In Nederlands-Indië richten jonge intellectuelen als Mohammed Hatta, Soetan Sjahrir en Soekarno in navolging van de oudere arts Soetomo "studieclubs" op, waarin ze kader gaan vormen voor een nationalistische beweging.
- Ki Hadjar Dewantara richt in 1922, ondanks politieke beperkingen, Taman Siswa op, een organisatie ter promotie van nationale educatie. Taman Siswa ('Tuin der leerlingen') focust primair op nationalisme en op de onafhankelijkheidsstrijd van Indonesië. Ondanks tegenstand van de koloniale regering worden binnen acht jaar 40 Taman Siswascholen geopend, waaronder 3 in Oost-Sumatra en 4 in Oost- en Zuid-Kalimantan, met in totaal 5140 leerlingen.

### Nabije Oosten
- De Turken in het grotendeels bezette Ottomaanse Rijk komen in opstand: de Turkse Onafhankelijkheidsoorlog. De Griekse deelname aan geallieerde zijde leidt tot groot Turks geweld tegen de Ioniërs, etnische Grieken die al duizenden jaren aan de Ionische kust wonen. In de Vrede van Lausanne worden zij uitgeruild tegen de Turken in Macedonië.
- De Osmaanse sultan wordt afgezet en het kalifaat afgeschaft. Mustafa Kemal Atatürk roept de Turkse Republiek uit: een seculiere staat. Het dragen van oriëntaalse kleren wordt ontmoedigd en vaak zelfs verboden, en het Arabisch schrift wordt vervangen door het Latijnse.

## Afrika
- In het door Spanje bestuurde Rifgebergte komt Mohammed Abdelkrim El Khattabi in 1921 in opstand. Zijn Republiek van de Rif wordt in 1925 bezet door generaal Franco.

Godsdienst en levensbeschouwing
- De nog jonge Gereformeerde Kerken in Nederland worden getroffen door verdeeldheid. In 1920 wordt de afzetting bevestigd van dominee Netelenbos, omdat hij in een Nederlands Hervormde gemeente heeft gepreekt. In 1926 rijst de kwestie-Geelkerken rond de vraag, of de slang in het Paradijs echt gesproken heeft. Het dispuut eindigt in een kerkscheuring, waarna de uitgestotenen de Gereformeerde Kerken in Hersteld Verband oprichten. Veel families worden blijvend verscheurd.
- De onkerkelijkheid in Nederland neemt toe van 7,8% tot 14,4%.
- De Eucharistische Kruistocht wordt in Vlaanderen gesticht in 1920 door de norbertijnen van Averbode (voornamelijk pater Basiel Vanmaele), naar het voorbeeld van soortgelijke bewegingen in Frankrijk en Engeland. De bedoeling is de communiedecreten van paus Pius X van 1910 meer ingang te doen vinden, vooral bij kinderen.
- Van 1921 tot 1925 worden de Mechelse gesprekken gevoerd tussen hoge geestelijken uit de Rooms-Katholieke en de Anglicaanse Kerk. Ze leiden niet tot herstel van de eenheid.
- De stroming van de antroposofie neemt vele initiatieven om haar theorieën in de praktijk te brengen. Vanuit haar centrum in Dornach, waar het Goetheanum wordt gebouwd, worden de waldorfscholen opgericht, en op agrarische bedrijven in verscheidene landen wordt begonnen met biologisch-dynamische landbouw.
- Ontstaan van de Satmar-groepering binnen het Chassidisch jodendom, onder leiding van rabbijn Joel Teitelbaum. Satmar staat bekend om het felle afwijzen van het zionisme.
- De Mexicaanse katholieken leggen zich niet voetstoots neer bij het toenemende antiklerikalisme, en richten de "Liga ter Verdediging van de Godsdienstvrijheid" op. De polarisatie leidt in 1926 tot de Cristero-oorlog, die in 1929 door de regering wordt gewonnen.

Wetenschap
- De kwantumtheorie wordt opgevolgd door de revolutionaire kwantummechanica.
- Willem Frederik Donath en Barend Coenraad Petrus Jansen doen in Nederlands-Indië onderzoek naar vitamines en dan met name naar de onbekende voedingsstof waarvan Christiaan Eijkman denkt dat deze verantwoordelijk is voor de ziekte beriberi. In 1926 slagen ze erin om uit honderden kilogrammen rijstzemelen één gram van deze stof in gekristalliseerde vorm te isoleren: vitamine B1 (of aneurine, zoals Jansen de stof noemt).
- Georges Lemaître ontwikkelt, onafhankelijk van Friedmann, een theorie van het uitdijende heelal.

Charles-Jean de La Vallée Poussin in 1920 verkozen tot de allereerste voorzitter van de Internationale Wiskundige Unie die het jaar ervoor opgericht was.

Corneel Heymans wordt in 1922 docent farmacodynamie aan de Gentse Rijksuniversiteit en zal als enige Vlaming in 1938 de Nobelprijs krijgen voor zijn ontdekkingen op het gebied van de ademregulatie.
- De volkskundige Dirk Jan van der Ven legt in een filmdrieluik de gebruiken ten plattelande vast in de Lentefilm, de Zomerfilm en de Oogstfilm.

techniek
- In de Verenigde Staten komen nieuwe elektrische apparaten op de markt, zoals het hoortoestel en de broodrooster.
- De Schot John Logie Baird slaagt erin beelden te verzenden over steeds grotere afstanden. Zijn elektromechanische "televisor", voorloper van de televisie, wordt ook in productie genomen, maar de kwaliteit van het beeld is onvoldoende voor de markt. De radio is wel ver genoeg geperfectioneerd om populair te worden. Aanvankelijk een speeltje voor de rijkere burgers wordt de radio steeds goedkoper en kopen ook middenklassers een exemplaar. De eerste omroeporganisaties worden opgericht.

Verkeer en vervoer
- De motorfiets komt in het bereik van de lagere burgerij. Ook auto's worden steeds meer zichtbaar in het straatbeeld. Citroën gaat als eerste in Europa over tot massaproductie. In 1919 loopt het eerste Type A van de lopende band tegen een voor de tijd revolutionair lage prijs. Via spectaculaire acties in de media weet Citroën de aandacht gedurende de jaren twintig vast te houden.
- Eerste inzet van trolleybussen in Groningen (1928), Antwerpen (1929) en Luik (1930).

luchtvaart
- Tussen grote steden worden min of meer regelmatige vliegtuigverbindingen opgezet, maar de meeste vluchten worden afgelegd per zeppelin – zelfs trans-Atlantisch tussen Europa en de VS.
- MayDay wordt het in de radiotelefonie  gebruikelijke signaal voor noodgevallen in de luchtvaart.

Amusement
- Hoogtijjaren van de pianola en het dansorgel. In Amerika komt een nieuwe muzieksoort op: de New Orleans Jazz.
- De charleston is haast de icoon geworden van de 'roaring twenties'. De rumba wordt populair gemaakt door Xavier Cugat en zijn orkest in de Coconut Groove te Los Angeles. Intussen is de foxtrot overgewaaid naar Europa, waar de varianten slowfox en quickstep ontstaan. Ook de Engelse wals raakt in zwang.
- Ook België en Nederland krijgen de eerste bioscopen. De stomme film wordt begeleid door een organist, terwijl de explicateur tekst en uitleg geeft.
- Toonaangevende filmsterren zijn Mary Pickford, Gloria Swanson en Douglas Fairbanks, alsook de filmkomieken Buster Keaton, Harold Lloyd en Charlie Chaplin.

Kunsten
- In Parijs publiceert de dichter André Breton het surrealistisch manifest, waarna zich een groep van kunstenaars rond hem verzamelt.
- Ook in Parijs wordt een tentoonstelling gehouden van 'decoratieve kunsten', waardoor de art deco wordt geboren.
- Bloei van de architectuur- en kunstacademie het Bauhaus in Weimar en later in Dessau. Onder leiding van Walter Gropius doceren en studeren er mensen als Paul Klee en Wassily Kandinsky. Vanaf 1925 treedt de stroming van de nieuwe zakelijkheid er in de plaats van het expressionisme.
- Doorbraak in Amerika van de jonge schrijver F. Scott Fitzgerald, wiens roman The Great Gatsby en bundels als "Tales from the Jazz Age" iconisch zijn geworden voor dit decennium.
- In Nederland heeft de groepering rond het tijdschrift De Stijl van Theo van Doesburg grote invloed. Tot de medewerkers behoren Piet Mondriaan en Gerrit Rietveld. Zij gebruiken de primaire kleuren, maar de woningen in de Papegaaienbuurt van Drachten worden al na een jaar overgeschilderd.
- Victor Bourgeois ontwerpt onder meer de Cité Moderne in Sint-Agatha-Berchem, een van de tuinwijken in Brussel, die tussen 1922 en 1925 gebouwd wordt.
- Het Vlaamsche Volkstooneel is een rondreizend theatergezelschap dat een vernieuwende invloed heeft op het Vlaamse theaterleven.
- Sanatorium Zonnestraal wordt gebouwd in 1928 naar een ontwerp van de architect Jan Duiker en geldt als een prototype van de stroming het nieuwe bouwen. Het complex, waar tbc-patiënten verblijven, is opgetrokken in glas, staal en beton, in vooral witte kleuren met blauwe accenten.
- Arnold Schönberg en zijn studenten Alban Berg en Anton Webern, componisten van de Tweede Weense School, ontwikkelen de twaalftoonstechniek.
- De Russische cineast Sergej Eisenstein laat al in het tijdperk van de stomme film zien, hoe bruikbaar het medium is voor het overbrengen van politieke boodschappen.

## Sport
- De weigering van het Internationaal Olympisch Comité om vrouwen toe te laten tot de atletiek en het turnen op de Zomerspelen van 1924 te Parijs, brengt de Franse feministe Alice Milliat er in 1921 toe om de Féderation Sportive Féminine Internationale op te richten. De Federatie organiseert Olympische Spelen voor vrouwen in 1922 te Parijs en in 1926 te Stockholm. Het IOC ontzegt de vrouwenfederatie het recht op het gebruik van de naam "Olympische Spelen", maar stelt bij wijze van proef op de Zomerspelen van 1928 in Amsterdam een aantal atletiekonderdelen open voor vrouwen.
- De tennisser Suzanne Lenglen wint vele titels in enkel- en dubbelspel op Roland Garros en Wimbledon.
- De autosport komt op met in 1923 de eerste 24 uur van Le Mans, in het volgend jaar de 24 uur van Spa-Francorchamps en 1929 de Grand Prix van Monaco.
- De Finse langeafstandsloper Paavo Nurmi wint op de Olympische Zomerspelen in Antwerpen, Parijs en Amsterdam in totaal negen gouden medailles en behaalt daarnaast in totaal 22 wereldrecords.
- De Nederlandse wielrenner Piet Moeskops wordt vijfmaal wereldkampioen sprint.
- Johnny Weissmuller is de oppermachtige zwemmer van het decennium met drie gouden en één bronzen olympische medaille in 1924 (Parijs), twee gouden medailles in 1928 (Amsterdam) en de nodige wereldtitels en -records.

<< · 1920 · 1921 · 1922 · 1923 · 1924 · 1925 · 1926 · 1927 · 1928 · 1929 · >>
<< · 1900-1909 · 1910-1919 · 1920-1929 · 1930-1939 · 1940-1949 · 1950-1959 · 1960-1969 · 1970-1979 · 1980-1989 · 1990-1999 · >>